# Aceroides limicola
Aceroides limicola är en kräftdjursart. Aceroides limicola ingår i släktet Aceroides och familjen Oedicerotidae. Inga underarter finns listade i Catalogue of Life.